# Sinocarum clarkeanum
Sinocarum clarkeanum är en flockblommig växtart som beskrevs av P.K.Mukh. och Lincoln Constance. Sinocarum clarkeanum ingår i släktet Sinocarum och familjen flockblommiga växter. Inga underarter finns listade i Catalogue of Life.